# Кыштакбеков, Адилет
Адилет Кыштакбеков (род. 11 апреля 1993, Манас, Таласская область) — киргизский легкоатлет, специалист по бегу на средние и длинные дистанции, кроссу и марафону. Выступает за сборную Кыргызстана по лёгкой атлетике с 2009 года, обладатель бронзовой медали чемпионата Азии, победитель и призёр первенств национального значения, участник двух летних Азиатских игр.

## Биография
Адилет Кыштакбеков родился 11 апреля 1993 года в селе Манас Таласской области Кыргызстана.
Заниматься лёгкой атлетикой начал в 2005 году по примеру своего отца-легкоатлета, проходил подготовку под руководством заслуженного тренера Кыргызстана Виктора Фёдоровича Борисова. Окончил Кыргызский государственный технический университет.
Впервые заявил о себе на международном уровне в сезоне 2009 года, когда вошёл в состав киргизской национальной сборной и побывал на Азиатских юношеских играх в Сингапуре, где в зачёте бега на 1500 метров стал восьмым.
В 2013 году занял 92-е место в дисциплине 12 км на чемпионате мира по кроссу в Быдгоще, бежал 1500 метров на чемпионате Азии в Пуне.
В 2014 году на чемпионате Азии в помещении в Ханчжоу стал восьмым и седьмым на дистанциях 1500 и 3000 метров соответственно, в дисциплине 1500 метров также закрыл десятку сильнейших на Азиатских играх в Инчхоне.
В 2016 году занял восьмое место в беге на 1500 метров на чемпионате Азии в помещении в Дохе, стартовал в беге на 3000 метров на чемпионате мира в помещении в Портленде.
На чемпионате Азии 2017 года в Бхубанешваре стал седьмым на дистанции 5000 метров и завоевал бронзовую медаль на дистанции 10 000 метров. Помимо этого, был седьмым в беге на 10 000 метров на Играх исламской солидарности в Баку.
В 2018 году в дисциплине 3000 метров был заявлен на чемпионат Азии в помещении в Тегеране, но в итоге на старт здесь не вышел из-за проблем с получением визы. Бежал марафон на Азиатских играх в Джакарте — показал результат 2:51:57, расположившись в итоговом протоколе соревнований на 14-й строке.
В апреле 2019 года на соревнованиях в Анси значительно улучшил свой результат в марафоне — 2:18:24.